# Atlético de Bilbao 1962-1963
Questa voce raccoglie le informazioni riguardanti l'Atlético de Bilbao nelle competizioni ufficiali della stagione 1962-1963.

## Stagione
Come da politica societaria la squadra è composta interamente da giocatori nati in una delle sette province di Euskal Herria o cresciuti calcisticamente nel vivaio di società basche. In primera División la squadra basca giunge decima. Nella Coppa del Generalissimo Al primo turno l'Atlético elimina il Siviglia Atlético (doppia vittoria 0-3 e 4-2), mentre agli ottavi viene eliminato dal Real Saragozza dopo uno spareggio perso 3-2 (i due precedenti incontri erano finiti con una vittoria per parte per 1-0).

## Rosa
| N. |                   | Ruolo | Calciatore            |
| -- | ----------------- | ----- | --------------------- |
|    | Spagna (bandiera) | P     | José Ángel Iribar     |
|    | Spagna (bandiera) | P     | Carmelo Cedrún        |
|    | Spagna (bandiera) | D     | Iñaki Sáez            |
|    | Spagna (bandiera) | D     | Jesús Renteria        |
|    | Spagna (bandiera) | D     | Sabino Aguirre        |
|    | Spagna (bandiera) | D     | Manuel González Etura |
|    | Spagna (bandiera) | D     | Luis María Etxeberria |
|    | Spagna (bandiera) | D     | José María Orúe       |
|    | Spagna (bandiera) | D     | Canito                |
|    | Spagna (bandiera) | D     | Jesús Aranguren       |
|    | Spagna (bandiera) | C     | Pedro María Iturriaga |
|    | Spagna (bandiera) | C     | José Antonio Latorre  |

| N. |                   | Ruolo | Calciatore          |
| -- | ----------------- | ----- | ------------------- |
|    | Spagna (bandiera) | C     | Ignacio Ayarza      |
|    | Spagna (bandiera) | C     | Plácido Bilbao      |
|    | Spagna (bandiera) | C     | Koldo Aguirre       |
|    | Spagna (bandiera) | C     | José María Argoitia |
|    | Spagna (bandiera) | A     | Fidel Uriarte       |
|    | Spagna (bandiera) | A     | Nicolás Mentxaka    |
|    | Spagna (bandiera) | A     | José Luis Artetxe   |
|    | Spagna (bandiera) | A     | Ignacio Uribe       |
|    | Spagna (bandiera) | A     | Félix Markaida      |
|    | Spagna (bandiera) | A     | Armando Merodio     |
|    | Spagna (bandiera) | A     | Mauri               |
|    | Spagna (bandiera) | A     | Eneko Arieta        |

## Statistiche

### Statistiche dei giocatori
| Giocatore       | Primera División | Primera División | Coppa del Generalissimo | Coppa del Generalissimo | Totale   | Totale |
| Giocatore       | Presenze         | Reti             | Presenze                | Reti                    | Presenze | Reti   |
| --------------- | ---------------- | ---------------- | ----------------------- | ----------------------- | -------- | ------ |
| S. Aguirre (II) | 12               | 0                | 0                       | 0                       | 12       | 0      |
| J. Aranguren    | 18               | 1                | 5                       | 0                       | 23       | 1      |
| J.M. Argoitia   | 18               | 6                | 5                       | 3                       | 23       | 9      |
| E. Arieta (I)   | 17               | 6                | 3                       | 2                       | 20       | 8      |
| J.L. Artetxe    | 21               | 4                | 5                       | 0                       | 26       | 4      |
| I. Ayarza       | 3                | 1                | 0                       | 0                       | 3        | 1      |
| Carmelo         | 28               | -?               | 2                       | -?                      | 30       | -?     |
| Canito          | 12               | 0                | 0                       | 0                       | 12       | 0      |
| M. Etura        | 2                | 0                | 4                       | 0                       | 6        | 0      |
| J.L. Etxeberria | 23               | 0                | 5                       | 0                       | 28       | 0      |
| J.A. Iribar     | 3                | -?               | 3                       | -?                      | 6        | -?     |
| P.M. Iturriaga  | 15               | 0                | 2                       | 0                       | 17       | 0      |
| Koldo Aguirre   | 18               | 1                | 5                       | 1                       | 23       | 2      |
| J.A. Latorre    | 9                | 2                | 2                       | 0                       | 11       | 2      |
| F. Markaida     | 0                | 0                | 0                       | 0                       | 0        | 0      |
| Mauri           | 7                | 1                | 0                       | 0                       | 7        | 1      |
| N. Mentxaka     | 19               | 8                | 0                       | 0                       | 19       | 8      |
| A. Merodio      | 5                | 1                | 2                       | 0                       | 7        | 1      |
| Plácido         | 3                | 1                | 2                       | 0                       | 5        | 1      |
| J.M. Quintela   | 0                | 0                | 0                       | 0                       | 0        | 0      |
| J. Renteria     | 0                | 0                | 4                       | 0                       | 4        | 0      |
| J.M. Orué       | 30               | 0                | 0                       | 0                       | 30       | 0      |
| I. Sáez         | 26               | 2                | 2                       | 0                       | 28       | 2      |
| F. Uriarte      | 24               | 1                | 4                       | 1                       | 28       | 2      |
| I. Uribe        | 19               | 2                | 0                       | 0                       | 19       | 2      |